# كريستوفر برام
كريستوفر برام (بالإنجليزية: Christopher Bram)‏‏ (1952 في بوفالو، نيويورك - ) روائي، وكاتب سيناريو من الولايات المتحدة.

## الجوائز
- زمالة غوغنهايم
- جائزة لامدا الأدبية

## روابط خارجية
- كريستوفر برام على موقع IMDb (الإنجليزية)
- كريستوفر برام على موقع قاعدة بيانات الفيلم (الإنجليزية)